# Plattenkiemer
Die Plattenkiemer (Elasmobranchii, Synonym: Neoselachii), genannt auch Hai- und Rochenartige, sind eine Klasse der Knorpelfische (Chondrichthyes). Zu ihnen gehören die modernen Haie (Selachii) und Rochen (Batomorphi) mit etwa 1150 rezenten Arten. Etwa 30 Arten leben vor allem im Süßwasser, der Rest im Meer.

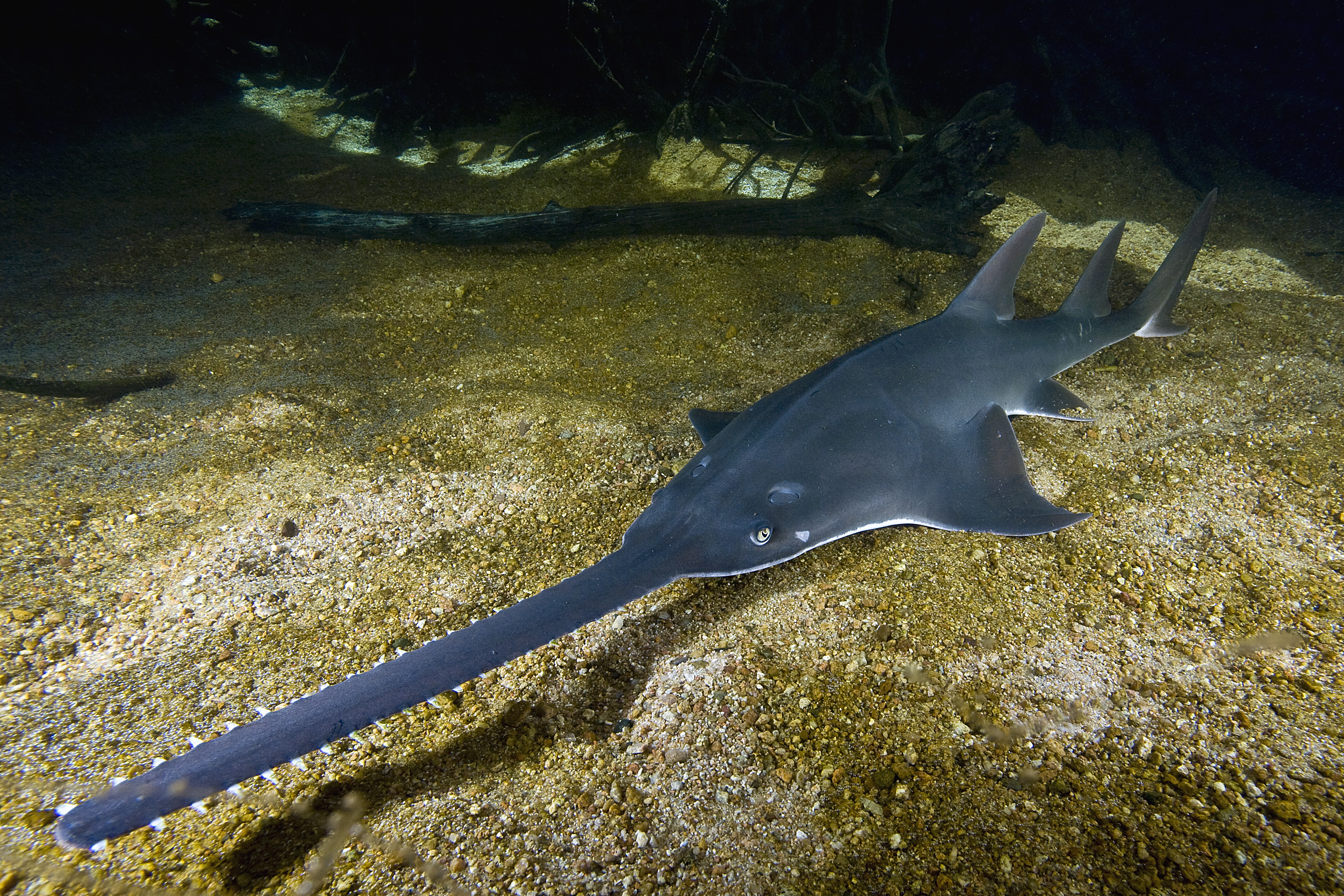
Gewöhnlicher Sägerochen (Pristis pristis)

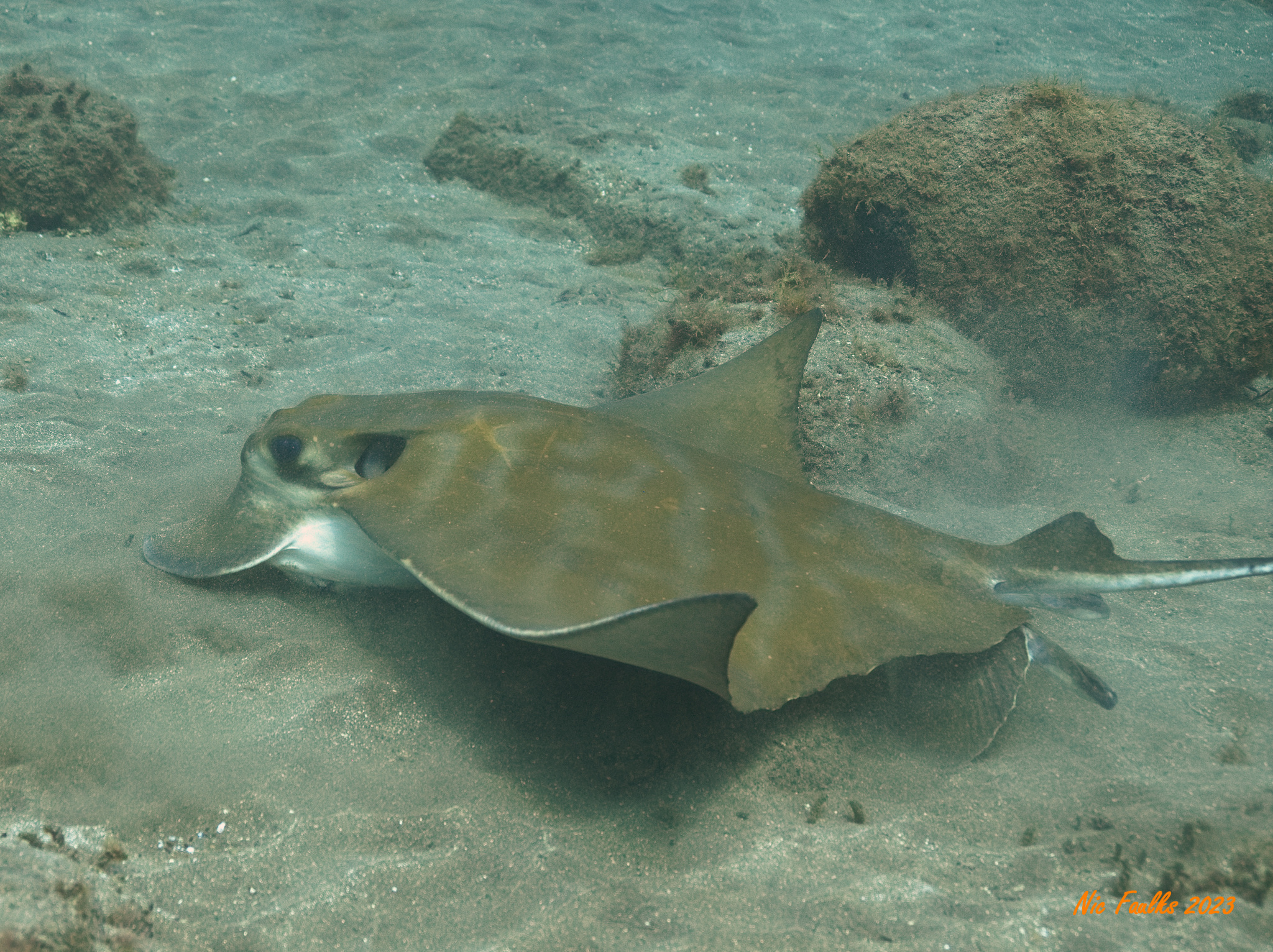
Gestreifter Adlerrochen (Aetomylaeus bovinus)

## Merkmale
Die Plattenkiemer haben einen relativ einfachen Körperbau, was ihnen durch eine recht geringe Abwandlung von Skelett und Muskulatur eine große ökologische Anpassungsfähigkeit verschafft. Es gibt zwei Lebensformtypen, zu denen die meisten Arten gehören, spindelförmige Beutegreifer (die meisten Haie) und dorsoventral abgeflachte Bodenbewohner (Rochen, Sägehaie, Engelhaie u. a.). Aus beiden Lebensformtypen entwickelten sich Filtrierer  wie der Walhai (Rhincodon typus), der Riesenhai (Cetorhinus maximus), der Riesenmaulhai (Megachasma pelagios) und die Teufelsrochen (Mobula). Von den Seekatzen (Chimaeriformes), der einzigen rezenten Ordnung der Holocephali, ihrer Schwestergruppe, unterscheiden sich die Plattenkiemer durch die fünf bis sieben Kiemenspalten ohne Kiemendeckel und die Zahnleisten, in denen die Zähne permanent ersetzt werden. Die Zähne der Plattenkiemer besitzen eine Kappe aus Zahnschmelz, darunter befindet sich eine von Kanälen durchzogene Dentinschicht, die wiederum einen trabekülären Dentinkern umgibt. Der Oberkiefer gelenkt am Schädel unter Vermittlung der Hyomandibulare (Amphistylie) oder ist völlig mit dem Schädel verschmolzen (Holostylie). Die Kiemenspalte zwischen Kiefer- und Zungenboden entwickelte sich zum Spritzloch (Spiraculum). Sekundär kann es auch wieder verschwunden sein. Maul- und Nasenöffnungen liegen bei den meisten Arten ventral (an der Kopfunterseite). Letztere sind mit der Mundöffnung verbunden und durch eine Hautfalte in eine Ein- und eine Ausströmöffnung unterteilt. Am Kopf befinden sich die Lorenzinische Ampullen (Elektrorezeptoren). Männliche Plattenkiemer besitzen zur inneren Befruchtung umgewandelte Bauchflossen (Klaspern). Von verschiedenen nur fossil bekannten haiartigen Knorpelfischgruppen unterscheiden sich die Plattenkiemer u. a. auch durch die starke Einengung der Chorda dorsalis, durch die Verkalkung der Wirbel, die Verschmelzung von Teilen der Gürtelskelette und dem Typ der Hautzähne.
In beiden Gruppen der Plattenkiemer kommt es zu Gigantismus, so kann der Walhai mehr als 13 Metern lang werden und ein Gewicht von 12 Tonnen erreichen, während der Riesenmanta (Mobula birostris) eine Spannweite von sieben Metern und ein Gewicht von zwei Tonnen erreichen kann. Die kleinsten Arten der beiden Taxa sind der Zwerg-Laternenhai (Etmopterus perryi), der etwa 20 Zentimeter lang wird und der Rochen Temera hardwickii, der wahrscheinlich nur 15 Zentimeter lang wird.

## Fortpflanzung
Sowohl bei den Haien als auch bei den Rochen gibt es Taxa, die sich ovipar, ovovivipar oder vivipar vermehren.

## Innere Systematik
Die Plattenkiemer wurden traditionell nach der äußeren Erscheinung in Haie und Rochen gegliedert. 1996 wurden die Neoselachi von de Carvalho und Shirai unabhängig voneinander nach morphologischen Merkmalen in zwei Taxa gegliedert, die Galeomorphii (Galea bei Shirai), zu denen vor allem große, das Freiwasser bewohnende Haie gehören und die Squalea, zu denen viele bodenbewohnende Haie, Tiefseehaie und die Rochen gehören. Die Haie wären damit lediglich ein paraphyletisches Formtaxon.
Inzwischen gibt es allerdings mehrere molekularbiologische Untersuchungen, die eine basale Dichotomie von Haien und Rochen bestätigen. Die morphologischen Übereinstimmungen der squalomorphen Haie mit den Rochen sind danach konvergent entstanden. Da sich die Rochen, genauso wie die modernen Haie, schon seit dem frühen Jura in der fossilen Überlieferung nachweisen lassen, wird eine Abstammung der Rochen am Endpunkt einer langen Evolutionslinie der Squalea auch nicht von paläontologischen Daten gestützt.
- Teilklasse Haie (Selachii)[13]
  - Überordnung Galeomorphi
    - Ordnung Stierkopfhaiartige (Heterodontiformes)
    - Ordnung Ammenhaiartige (Orectolobiformes)
    - Ordnung Makrelenhaiartige (Lamniformes)
    - Ordnung Grundhaie (Carcharhiniformes)

  - Überordnung Squalomorphi
    - Ordnung Hexanchiformes
    - Ordnung Dornhaiartige (Squaliformes)
    - Ordnung Nagelhaiartige (Echinorhiniformes)
    - Ordnung Engelhaie (Squatiniformes)
    - Ordnung Sägehaiartige (Pristiophoriformes)
    - Ordnung † Protospinaciformes
- Teilklasse Rochen (Batomorphi)[14]
  - Ordnung Geigenrochen und Sägerochen (Rhinopristiformes)
  - Ordnung Rajiformes
  - Ordnung Zitterrochenartige (Torpediniformes)
  - Ordnung Stechrochenartige (Myliobatiformes)